# Clean & Clear
Clean & Clear (произносится Клин энд Клиа, в пер. с англ. — Чисто и без следов) — линия косметики, разработанная для борьбы с прыщами, чёрными точками и повышенной жирностью кожи подростков. Она содержит различные натуральные ингредиенты и специальные комплексы (бензоилпероксид 10 % или салициловую кислоту 2 %) как действующие вещества для решения проблем с кожей во время периода пубертатного периода.
Бренд представлен в 90 странах мира.
В 2011 году консультанты компании Brand Finance включили бренд «Clean & Clear» в список «Топ 50 глобальных брендов в сфере красоты», в котором «Clean & Clear» был оценён в 1,9 миллиардов долларов и занял 21 место. В рейтинге 2014 года бренд находился на 38 месте и был оценен в 710 миллионов долларов.

## История

### Период Revlon
Бренд «Clean and Clear» был назвал в честь продуктов, которые не содержали запахов или красителей, а также не оставляли следов на коже после смыва водой. Продуктовая линейка «Clean & Clear» в Revlon включала в себя не только средства для ухода за кожей лица, но также шампуни и кондиционеры. Бренд изначально был создан как линия для ухода за чувствительной кожей лица.
1956
Бренд появился в 1956 году, когда появился новый «глубоко очищающий кожу» очиститель «Clean & Clear». Он рекламировался как жидкость, которая «очищает все пять слоёв вашей кожи». Чтобы подчеркнуть эффект, на флаконе очистителя было написано двойное обещание — «глубокая глубокая очистка» («Deep Deep Cleaning»).
1957
В 1957 году бренд обещал клиентам, что они будут выглядеть «красивее всего через 5 дней» и обещал КА-ТИ-ОННУЮ привлекательность.
1959
В 1959 году очиститель «Clean and Clear» рекламировался как первый «лосьон-смывка для лица» («facial cream-wash»). Реклама объясняла, что, в отличие от мыла, он не сушит кожу.
1964
В 1964 году очиститель выпускался уже в двух версиях (разных формулах): для обычной и для сухой кожи.
1986
К 1986 году продуктовая линейка «Clean and Clear» состояла из очищающего лосьона, геля для чистки лица, увлажняющего лосьона для лица и мыла (в бруске).
1989
В 1989 году бренд выпустил шампунь и кондиционер «Oil Free». В телевизионной рекламе новых товаров снялась новозеландская модель Рейчел Хантер.
1991
В 1991 году компания Revlon продала бренд «Clean & Clear» компании Johnson & Johnson.

### Период Johnson & Johnson
1992
В 1992 году Johnson & Johnson изменила направленность продуктовой линии «Clean & Clear» и разделила её на две коллекции: базовую (обладающую выраженным медицинским эффектом) и коллекцию для чувствительной кожи.
1993
C 1993 года «Clean & Clear» использует слоган «Clean & Clear and Under Control» (в русском варианте — Clean & Clear. И всё в порядке). Компания Johnson & Johnson провела ребрендинг «Clean & Clear», сфокусировав его на проблемной коже подростков. В том же году компания перенесла свой рекламный аккаунт из рекламного агентства FCB/Leber Katz Partners в агентство DDB Needham Worldwide.
2000
В 2000 году бренд провёл онлайн-кампанию «Clean & Clear Talking Postcard Superstitial», направленную на посетителей онлайн-сообществ. Девочки могли посылать друг другу электронные открытки, которые предлагали бесплатный анализ кожи и образец продукции «Clean & Clear». Эта кампания выиграла премию Massachusetts Interactive Media Council Awards в категории «онлайн-реклама».
2004
В 2004 году бренд запустил очищающее средство «Morning Burst Facial Cleanser», которое является не средством против прыщей, а обычным очищающим тоником с витамином C. В телевизионной рекламе нового средства снялась звезда-подросток Нора Зехетнер. Позже продуктовая линейка была расширена и стала включать другие средства.
2008
В апреле 2008 года бренд разработал линейку косметики SOFT, которая состояла из ночного крема, средств для ухода за кожей лица в душе, очищающего лосьона и увлажняющего средства. Позже эта серия продуктов была закрыта (на момент октября 2014 года она не существовала).
В сентябре 2008 года бренд выпустил средство «Clean & Clear Advantage Blackhead Eraser Exfoliating Cleanser» («Ежедневный скраб от черных точек»).
2009
В 2009 году бренд обновил дизайн упаковок. Основным источником вдохновения для дизайнеров был логотип бренда со скруглёнными краями.
В 2009 году бренд заключил партнёрство со студией Walt Disney Studios Motion Pictures, чтобы снимать подростковый сериал «Celia and Chloe» («Селия и Хлоя»). В России также была разработана онлайн-игра You&Chloe.
2010
В январе 2010 года в Великобритании Комиссия по рекламным стандартам (Advertising Standards Authority, ASA) запретила телевизионную рекламу средства «Spot Control Kit» («Clean and Clear Advantage Control Kit»), поскольку кадры «после» были выполнены с использованием макияжа.
В июне 2010 года «Clean & Clear» заключил партнёрство с некоммерческой организацией Do Something и певицей Деми Ловато, запустив программу «Join the Surge» (Присоединись к волне).
2011
В 2011 году бренд заключил партнёрство с некоммерческой благотворительной организацией «Girl Up» под эгидой ООН. Популярная певица Лили Халперн поддержала движение, выступив на открытии тура «Unite for the Gilrs» в Нью-Йорке. С тех пор прошло несколько совместных промоакций бренда и фонда.
В 2011 году бренд расширил линейку «Morning Burst» (Утренняя энергия), добавив в неё гели для душа. Она состоит из 3 гелей для душа с разными ароматами (манго и папайя, гранат и цедра апельсина, черника и гуайява.
2012
В 2012 году бренд интегрировал линейку продуктов Advantage в онлайн-игру The Sims Social.
2013
В 2013 году бренд расширил линейку «Advantage», добавив в неё скраб с экстрактом алоэ c микрогранулами из жожоба и очищающую пенку с экстрактом алоэ.
2014
В марте 2014 года бренд запустил рекламную кампанию «See the Real Me» (Это реальная я!), рассказывающую о том, как подростки выглядят на самом деле. В кампании участвовала популярная актриса и певица Деми Ловато, а также поэтесса Азур Антуанетт (Azure Antoinette).

## Продуктовая линейка
Продуктовая линейка «Clean & Clear» состоит из различных средств для ухода за проблемной кожей лица. Основные коллекции:
- Advantage,
- Защита от чёрных точек,
- Ежедневный уход,
- Глубокое действие,
- Утренняя энергия,
- Контроль блеска

Продукция «Clean & Clear» неоднократно удостаивалась различных наград. В частности:
- набор «Clean & Clear Advantage Control Kit» был признан лучшим в категории «Решения против прыщей» журналом «InStyle» в 2008 году[42],
- гель-аппликатор быстрого действия Advantage получил премию читателей журнала Glam в 2007 году в категории «Решение проблемы прыщей»[43] и премию журнала «Allure» в 2011 году и 2012 году[44],
- Гель «Persa-Gel 10» был включён журналом «Women's Health[англ.]» в список «Лучших продуктов по уходу за кожей лица»[45].

В США представлено намного больше средств Clean & Clear, чем в России. В частности, там продаётся специальная промокательная бумага для лица Clean & Clear® Instant Oil-Absorbing Sheets, которая абсорбирует жир и пот, не затрагивая при этом макияж.

## Вопросы безопасности продукции
В 2011 году из линейки «Clean & Clear» были убраны вещества, которые потенциально могут быть канцерогенами.
В 2013 году продукция «Clean & Clear» подверглась критике со стороны защитников природы за использование микрогранул, представляющих опасность для морской фауны и (опосредованно) человека. Такие микрогранулы содержались в популярных скрабах. Отвечая на запрос организации 5 Gyres убрать микрогранулы из продукции, «Johnson & Johnson» летом 2013 года начала процесс отказа от них. Позднее компания пообещала убрать все микрогранулы из своих косметических средств к концу 2015 года.
В июне 2014 года Food and Drug Administration упоминяла «Clean & Clear» (в ряду других безрецептурных препаратов для лечения акне, таких как Proactiv, Neutrogena, MaxClarity, Oxy, Ambi, Aveeno) в специальном заявлении о продуктах, которые могут вызвать «редкие, но сильные реакции гиперчувствительности».
Очищающие средства «Clean & Clear» весьма эффективны и могут вызывать лёгкое раздражение кожи. Дерматологи советуют не втирать скраб в роговой слой кожи слишком активно, чтобы не повредить его.